# Lutjanus novemfasciatus
Lutjanus novemfasciatus är en fiskart som beskrevs av Gill 1862. Lutjanus novemfasciatus ingår i släktet Lutjanus och familjen Lutjanidae. IUCN kategoriserar arten globalt som livskraftig. Inga underarter finns listade i Catalogue of Life.